# 4322 Billjackson
A 4322 Billjackson (ideiglenes jelöléssel 1981 EE37) a Naprendszer kisbolygóövében található aszteroida. Schelte J. Bus fedezte fel 1981. március 11-én.